# Canton de Mer
Le canton de Mer est un ancien canton français situé dans le département de Loir-et-Cher et la région Centre.

## Géographie
Ce canton était organisé autour de Mer dans l'arrondissement de Blois. Son altitude variait de 67 m (Cour-sur-Loire) à 127 m (Maves) pour une altitude moyenne de 106 m.

## Représentation

### Conseillers d'arrondissement (de 1833 à 1940)
| Période                                  | Période      | Identité                               | Étiquette | Qualité |
| ---------------------------------------- | ------------ | -------------------------------------- | --------- | --- |
| 1833                                     | 1848         | François VI Bellanger-Hue (1782-1866)  |           | Propriétaire, marchand de bois, maire de Menars                                                             |
| 1848                                     | 1852         | Pierre Alexandre Pentecôte (1795-1853) |           | Ancien notaire à Mer                                                                                        |
| 1852                                     | 1855         | Charles Emmanuel Dattin (1784-1862)    |           | Propriétaire à Mer                                                                                          |
| 1855                                     | 1867 (décès) | Jean-Nicolas de Berranger (1785-1867)  |           | Propriétaire, ancien écuyer, Mer                                                                            |
| 1867                                     | 1874         | Henri Gobert                           |           | Propriétaire à Mer                                                                                          |
| 1874                                     | 1880         | M. Yvon                                |           | Propriétaire à Mulsans                                                                                      |
| 1880                                     | 1892         | Eusèbe Gauvin                          | Radical   | Propriétaire, maire de Mer                                                                                  |
| 1892                                     | 1910         | Émile Barat                            |           | Maire de Suèvres                                                                                            |
| 1910                                     | 1931         | Albert Martellière                     | Radical   | Commerçant, maire de Maves                                                                                  |
| 1931                                     | 1940         | Jean Pernet                            | URD       | Maire de Courbouzon                                                                                         |
| 1940                                     |              |                                        |           | Les conseils d'arrondissement ont été suspendus par la loi du 12 octobre 1940 et n'ont jamais été réactivés |
| Les données manquantes sont à compléter. |              |                                        |           | |

### Conseillers généraux de 1833 à 2015
| Période | Période          | Identité                          | Étiquette               | Qualité |
| ------- | ---------------- | --------------------------------- | ----------------------- | --- |
| 1833    | 1835 (démission) | Simon Dufay-Tassin (1787-1847)    |                         | Tanneur à Blois puis propriétaire à du château de Lalouin à Suèvres Conseiller municipal de Blois puis de Suèvres                                                                   |
| 1835    | 1848             | Marin Gobert-Hême (1787-1863)     |                         | Propriétaire, juge de paix Premier adjoint au maire de Mer |
| 1848    | 1852             | Paul Moreau (1795-1867)           |                         | Militaire, maître de poste à Mer, propriétaire Commandant de la Garde Nationale Président du comice agricole Maire de Mer (1853-1867) Elu dans le Canton de Marchenoir en 1858      |
| 1852    | 1861             | Eusèbe Bergeron-Unal              |                         | Propriétaire, marchand de bois Adjoint au maire de Mer (1852-1854) |
| 1861    | 1867 (décès)     | Paul Moreau                       |                         | Militaire Maire de Mer (1853-1867) |
| 1867    | 1874             | André Lionel Lenormant-Grandcourt |                         | Propriétaire, conseiller municipal de Suèvres |
| 1874    | 1892             | Philippe Jullien                  | Républicain             | Avocat Député (1881-1898) |
| 1892    | 1931 (décès)     | Eusèbe Gauvin                     | Rad.                    | Maire de Mer (1884-1924), conseiller d'arrondissement Député (1895-1906) - Sénateur (1906-1931)                                                                                     |
| 1931    | 1940             | Louis Martellière (1868-1943)     | Rad.ind.                | Commerçant en tissus et propriétaire Maire de Maves (1912-1942), conseiller d'arrondissement                                                                                        |
|         |                  |                                   |                         | |
| 1945    | 1958             | René Dutems                       | DVD                     | Négociant en vins et distillateur Maire de Mer (1939-1940 et 1945-1959) |
| 1958    | 1982             | Robert Bauer                      | DVD                     | Directeur de société Maire de Mer (1959-1977) |
| 1982    | 2015             | Claude Denis                      | UDF-PR puis DL puis UMP | Chef d'entreprise Maire de Mer depuis 1995 Président de la communauté de communes de la Beauce ligérienne Vice-président du Conseil général Elu en 2015 dans le Canton de la Beauce |

## Composition
Le canton de Mer, d'une superficie de 185 km2, était composé de onze communes
.
| Nom                                | Code Insee | Intercommunalité           | Superficie (km2) | Population (dernière pop. légale) | Densité (hab./km2) |
| ---------------------------------- | ---------- | -------------------------- | ---------------- | --------------------------------- | ------------------ |
| Avaray                             | 41008      | CC Beauce Val de Loire     | 13,88            | 731 (2014)                        | 53                 |
| La Chapelle-Saint-Martin-en-Plaine | 41039      | CC Beauce Val de Loire     | 22,83            | 727 (2014)                        | 32                 |
| Courbouzon                         | 41066      | CC Beauce Val de Loire     | 6,41             | 427 (2014)                        | 67                 |
| Cour-sur-Loire                     | 41069      | CC Beauce Val de Loire     | 5,40             | 283 (2014)                        | 52                 |
| Lestiou                            | 41114      | CC Beauce Val de Loire     | 8,29             | 274 (2014)                        | 33                 |
| Maves                              | 41130      | CC Beauce Val de Loire     | 33,33            | 671 (2014)                        | 20                 |
| Menars                             | 41134      | CA de Blois « Agglopolys » | 4,50             | 620 (2014)                        | 138                |
| Mer                                | 41136      | CC Beauce Val de Loire     | 26,47            | 6 197 (2014)                      | 234                |
| Mulsans                            | 41156      | CC Beauce Val de Loire     | 16,00            | 512 (2014)                        | 32                 |
| Suèvres                            | 41252      | CC Beauce Val de Loire     | 36,65            | 1 644 (2014)                      | 45                 |
| Villexanton                        | 41292      | CC Beauce Val de Loire     | 11,53            | 199 (2014)                        | 17                 |

## Démographie

### Évolution démographique
| 1962  | 1968  | 1975  | 1982   | 1990   | 1999   | 2006   | 2011   | 2012   |
| ----- | ----- | ----- | ------ | ------ | ------ | ------ | ------ | ------ |
| 7 992 | 9 132 | 9 628 | 10 653 | 10 814 | 11 064 | 11 296 | 12 059 | 12 189 |

### Âge de la population
La pyramide des âges, à savoir la répartition par sexe et âge de la population, du canton de Mer en 2009 ainsi que, comparativement, celle du département de Loir-et-Cher la même année sont représentées avec les graphiques ci-dessous.
La population du canton comporte 49,6 % d'hommes et 50,4 % de femmes. Elle présente en 2009 une structure par grands groupes d'âge similaire à celle de la France métropolitaine. 
Il existe en effet 108 jeunes de moins de 20 ans pour cent personnes de plus de 60 ans, alors que pour la France l'indice de jeunesse, qui est égal à la division de la part des moins de 20 ans par la part des plus de 60 ans, est de 1,06. L'indice de jeunesse du canton est également supérieur à celui  du département (0,83) et à celui de la région (0,95).
| Hommes | Classe d’âge | Femmes |
| ------ | ------------ | ------ |
| 0,5    | 90 ans ou +  | 1,1    |
| 7,2    | 75 à 89 ans  | 10,3   |
| 13,8   | 60 à 74 ans  | 14,5   |
| 21,1   | 45 à 59 ans  | 20,9   |
| 20,0   | 30 à 44 ans  | 20,3   |
| 15,8   | 15 à 29 ans  | 14,5   |
| 21,6   | 0 à 14 ans   | 18,4   |

| Hommes | Classe d’âge | Femmes |
| ------ | ------------ | ------ |
| 0,5    | 90 ans ou +  | 1,5    |
| 8,8    | 75 à 89 ans  | 12,1   |
| 15,4   | 60 à 74 ans  | 16,1   |
| 21,2   | 45 à 59 ans  | 20,5   |
| 19,6   | 30 à 44 ans  | 18,7   |
| 15,9   | 15 à 29 ans  | 14,3   |
| 18,6   | 0 à 14 ans   | 16,8   |